# Dynamisch parkeerverwijssysteem

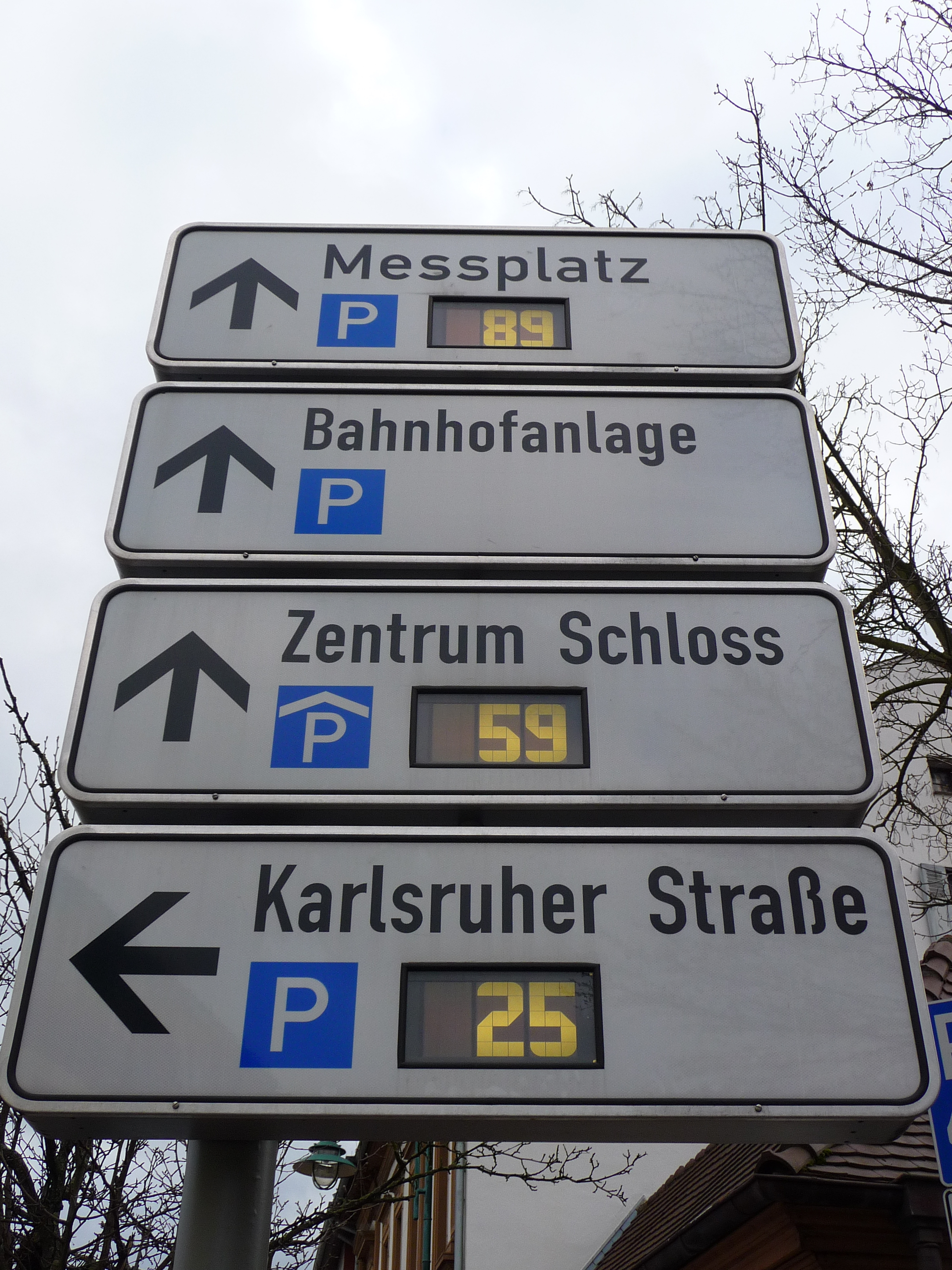
Voorbeeld van een parkeerverwijssysteem

Een dynamisch parkeerverwijssysteem wijst automobilisten naar vrije parkeerplaatsen in een stad. Het systeem bestaat uit een netwerk van borden met displays waarop het aantal vrije plaatsen te zien is. Op die manier hoeven bezoekers van een stad niet te zoeken en kunnen ze zich laten 'leiden' door de borden.
Er zitten enkele voordelen aan zo'n systeem: er ontstaan minder opstoppingen in en rond de stad omdat automobilisten niet hoeven te zoeken. Ook kan een gemeente de route voor de bezoekers bepalen. Zo kan het systeem aangeven hoe de automobilist moet rijden. Hierdoor kunnen drukke wegen worden ontlast omdat de automobilisten door het systeem worden gestimuleerd een minder drukke route te volgen. Omdat het systeem ook kan aangeven wanneer een parkeervoorziening vol is weten bezoekers ook van tevoren dat ze daar niet terecht kunnen, zodat ze niet onverwacht in een rij voor een parkeergarage of parkeerplaats komen te staan. De bezoekers kunnen dan kijken naar een alternatief. Dit scheelt ergernis bij het parkeren.

## Werking
Een dynamisch parkeerverwijssysteem werkt op de volgende manier:
Langs invalsroutes van de stad staan borden met daarop aangegeven enkele routes, zoals P-Route West. Daarbij staan enkele parkeervoorzieningen, zoals een groot parkeerterrein en enkele parkeergarages in de directe omgeving. Achter de voorziening (en vaak ook naast de route) wordt op een display een van onderstaande mogelijkheden weergegeven:
- Vrij. De betreffende parkeervoorziening heeft nog vrije parkeerplaatsen tot zijn beschikking. Sommige parkeerverwijssystemen gebruiken geen 'Vrij' maar getallen. Het getal 150 geeft dan bijvoorbeeld aan dat er bij die parkeervoorziening nog 150 vrije parkeerplaatsen zijn en iedere minuut wordt dan dat getal geactualiseerd.
- Vol. Hiermee wordt duidelijk gemaakt dat de parkeervoorziening geen vrije parkeerplaatsen heeft.
- 'Kruis'. Een kruis betekent dat de parkeervoorziening niet in gebruik is. Als op een parkeerterrein bijvoorbeeld een evenement plaatsvindt, of een parkeergarage is gesloten, dan wordt een kruis weergegeven.